# Mongolisch honkbalteam

Vlag van Mongolië.

Het Mongolisch honkbalteam is het nationale honkbalteam van Mongolië. Het team vertegenwoordigt Mongolië tijdens internationale wedstrijden.
Het Mongolisch honkbalteam hoort bij de Aziatische Honkbalfederatie (BFA). 